# Hemerobius merdiger
Hemerobius merdiger is een insect uit de familie van de bruine gaasvliegen (Hemerobiidae), die tot de orde netvleugeligen (Neuroptera) behoort. 
Hemerobius merdiger is voor het eerst wetenschappelijk beschreven door Ratzeburg in 1844.